# Улица Пилсоню (Юрмала)
Улица Пи́лсоню (латыш. Pilsoņu iela) — улица в Юрмале, район Майори. Берёт своё начало от пляжа и продолжается до железной дороги. Общая длина составляет 855 метров. Покрыта асфальтом, движение транспорта однополосное.

## Прилегающие улицы
Улица Пилсоню пересекается со следующими улицами:
- улица Юрас
- Улица Смилшу (Т-образный перекресток)
- улица Йомас
- улица Лиенес